# Jack Burnell
Jack David Burnell (Scunthorpe, 13 giugno 1993) è un ex nuotatore britannico, specializzato nel nuoto in acque libere.

## Biografia
È stato vicecampione continentale agli europei di nuoto di fondo di Hoorn 2016 nei 10 km.
Ha rappresentato la Gran Bretagna ai Giochi olimpici estivi di Rio de Janeiro 2016 nella 10 km maschile, dove è stato squalificato dopo aver ricevuto due ammonizioni.
Il 6 aprile 2021, all'età di 27 anni, ha annunciato il suo ritiro dall'attività agonistica.

## Palmarès
- Europei di nuoto di fondo

Hoorn 2016: argento nei 10 km;